# Алехандро Санчо
Алехандро Санчо (англ. Alejandro Sancho; нар. 18 березня 1994, Маямі, Флорида) — американський борець греко-римського стилю, чемпіон, срібний та бронзовий призер Панамериканських чемпіонатів, учасник Олімпійських ігор.

## Життєпис
Народився в родині кубинських емігрантів у Маямі.
Навчався в середній школі Південного Маямі і старшій школі Південного Маямі і почав займатися боротьбою в середній школі з 2007 року.
У 2018 році записався в армію США і займається боротьбою в рамках програми армії США для спортсменів світового класу.
Виступає за борцівський клуб «Usoec» Маркетт, штат Мічиган. Тренер — Роб Герман (з 2011).

## Спортивні результати на міжнародних змаганнях

### Виступи на Олімпіадах
| Змагання                    | Збірна | Вагова категорія                 | Місце |
| --------------------------- | ------ | -------------------------------- | ----- |
| Літні Олімпійські ігри 2020 | США    | греко-римська боротьба, до 67 кг | 10    |

### Виступи на Чемпіонатах світу
| Змагання                        | Збірна | Вагова категорія                 | Місце |
| ------------------------------- | ------ | -------------------------------- | ----- |
| Чемпіонат світу з боротьби 2022 | США    | греко-римська боротьба, до 67 кг | 11    |
| Чемпіонат світу з боротьби 2023 | США    | греко-римська боротьба, до 67 кг | 12    |

### Виступи на Панамериканських чемпіонатах
| Змагання                                   | Збірна | Вагова категорія                 | Місце  |
| ------------------------------------------ | ------ | -------------------------------- | ------ |
| Панамериканський чемпіонат з боротьби 2015 | США    | греко-римська боротьба, до 66 кг | 5      |
| Панамериканський чемпіонат з боротьби 2016 | США    | греко-римська боротьба, до 66 кг | Срібло |
| Панамериканський чемпіонат з боротьби 2020 | США    | греко-римська боротьба, до 67 кг | Бронза |
| Панамериканський чемпіонат з боротьби 2024 | США    | греко-римська боротьба, до 67 кг | Золото |

### Виступи на інших змаганнях
| Змагання                                                     | Збірна | Вагова категорія                 | Місце  |
| ------------------------------------------------------------ | ------ | -------------------------------- | ------ |
| Міжнародний меморіал Білла Фаррелла 2014                     | США    | греко-римська боротьба, до 66 кг | Золото |
| Меморіал Олега Караваєва 2014                                | США    | греко-римська боротьба, до 66 кг | 7      |
| Міжнародний меморіал Білла Фаррелла 2015                     | США    | греко-римська боротьба, до 66 кг | Бронза |
| Міжнародний меморіал Дейва Шульца 2016                       | США    | греко-римська боротьба, до 66 кг | Срібло |
| Олімпійські випробування США 2016                            | США    | греко-римська боротьба, до 66 кг | Бронза |
| Міжнародний меморіал Дейва Шульца 2017                       | США    | греко-римська боротьба, до 66 кг | Срібло |
| Тор Мастерс 2017                                             | США    | греко-римська боротьба, до 71 кг | 4      |
| Гран-прі Загреба з боротьби 2017                             | США    | греко-римська боротьба, до 66 кг | Золото |
| Турнір Г. Картозія і В. Балавадзе 2017                       | США    | греко-римська боротьба, до 66 кг | Срібло |
| Cerro Pelado International 2018                              | США    | греко-римська боротьба, до 67 кг | 4      |
| Міжнародний меморіал Білла Фаррелла 2018                     | США    | греко-римська боротьба, до 72 кг | Золото |
| Міжнародний меморіал Білла Фаррелла 2019                     | США    | греко-римська боротьба, до 67 кг | Золото |
| Кубок Хапаранди з боротьби 2019                              | США    | греко-римська боротьба, до 67 кг | 10     |
| Олімпійський кваліфікаційний турнір з боротьби 2020 (Оттава) | США    | греко-римська боротьба, до 67 кг | Срібло |
| Кубок Владислава Пітласинські 2021                           | США    | греко-римська боротьба, до 67 кг | 7      |
| Меморіал Маттео Пелліконе 2022                               | США    | греко-римська боротьба, до 67 кг | 11     |
| Відкритий чемпіонат Загреба з боротьби 2023                  | США    | греко-римська боротьба, до 67 кг | 11     |
| Меморіал Імре Поляка та Яноша Варги 2023                     | США    | греко-римська боротьба, до 67 кг | 5      |
| Відкритий чемпіонат Загреба з боротьби 2024                  | США    | греко-римська боротьба, до 67 кг | 26     |
| Олімпійський кваліфікаційний турнір з боротьби 2024          | США    | греко-римська боротьба, до 67 кг | 8      |
| Меморіал Імре Поляка та Яноша Варги 2024                     | США    | греко-римська боротьба, до 72 кг | 11     |

### Виступи на змаганнях молодших вікових груп
| Змагання                                      | Збірна | Вагова категорія                 | Місце |
| --------------------------------------------- | ------ | -------------------------------- | ----- |
| Чемпіонат світу з боротьби серед молоді 2017  | США    | греко-римська боротьба, до 66 кг | 18    |
| Чемпіонат світу з боротьби серед юніорів 2014 | США    | греко-римська боротьба, до 66 кг | 12    |